# 邹继宏
邹继宏（1954年—），山东蓬莱人，汉族，中华人民共和国政治人物、第十二届全国人民代表大会吉林地区代表。
毕业于吉林省委党校经济管理专业，加入中国共产党。2013年，被选为全国人大代表。